# ミーガン・エリソン
ミーガン・エリソン（Megan Ellison、1986年1月31日 - ）は、アメリカ合衆国の映画プロデューサーでアンナプルナ・ピクチャーズの設立者である。父はオラクルのCEOラリー・エリソン、兄は同じく映画プロデューサーのデヴィッド・エリソンである。

## 経歴
ミーガン・エリソンの映画事業の始まりは、2006年に『恋するアナベル』の監督・脚本を務めたキャサリン・ブルックスが次回作への投資を求めて接近した時であった。2人は映画『Waking Madison』の計画を進め、エリソンは製作費200万ドルの小切手を書いたと報じられた。撮影は2007年に行われ、2011年にニューポート・ビーチ映画祭で上映された後、同年7月にDVDストレートとなった。
エリソンは2008年と2009年に複数の映画に資金提供した。1作目でコリン・ファース主演の『Main Street』は映画祭で上映されたが反応が薄く一般公開には至らず、また2009年に製作された『パッション・プレイ』は一般公開に踏み切られたが、興行的には苦戦した。2010年末にはコーエン兄弟監督の『トゥルー・グリット』が公開され、これが商業的、批評的にも成功した。
その後彼女はより多くの映画を製作するために父から多額の資金提供を受け、ブルース・ウィリス主演の『キリング・ショット』、ジョン・ヒルコート監督の『欲望のバージニア』などを製作した。同時期、ローグ・サザーランドとミカ・グリーン率いるクリエイティブ・アーティスツ・エージェンシーの映画投資グループとの提携を始めた。
彼女はアンナプルナ・ピクチャーズを設立し、著名な映画監督や脚本家によるオリジナル企画への投資を始めた。製作した作品には、サイエントロジーに似たカルト団体を描いたポール・トーマス・アンダーソン監督の『ザ・マスター』、ウサーマ・ビン・ラーディン殺害に至るまでを描いたキャスリン・ビグロー監督の『ゼロ・ダーク・サーティ』などがある。
2011年2月時点はウィキリークス創始者のジュリアン・アサンジに関する映画の企画とスパイク・ジョーンズとチャーリー・カウフマンの次回作への投資が報じられている。また同年に『ターミネーター』の権利を獲得している。
同性愛者であることを公表している。

## フィルモグラフィ
- Waking Madison（2010）製作
- ストレンジャー Main Street（2010）製作
- パッション・プレイ Passion Play（2010）製作総指揮
- トゥルー・グリット True Grit（2010）製作総指揮
- キリング・ショット Catch .44（2011）製作
- 欲望のバージニア Lawless（2012）製作
- スプリング・ブレイカーズ Spring Breakers（2012）製作総指揮
- ザ・マスター The Master（2012）製作
- ゼロ・ダーク・サーティ Zero Dark Thirty（2012）製作
- ジャッキー・コーガン Killing Them Softly（2012）製作総指揮
- グランド・マスター 一代宗師（2013）製作総指揮
- her/世界でひとつの彼女 Her（2013）製作
- アメリカン・ハッスル American Hustle（2013）製作
- フォックスキャッチャー Foxcatcher（2014）製作
- ターミネーター:新起動/ジェニシス Terminator: Genesis（2015）製作総指揮
- ジョイ Joy（2015）製作
- トッド・ソロンズの子犬物語 Wiener-Dog（2015）製作
- エブリバディ・ウォンツ・サム!! 世界はボクらの手の中に Everybody Wants Some!!（2016）製作
- マッドタウン The Bad Batch（2016）製作総指揮
- ソーセージ・パーティー Sausage Party（2016）製作
- 20センチュリー・ウーマン 20th Century Women（2016）製作
- ファントム・スレッド Phantom Thread（2017）製作
- バスターのバラード The Ballad of Buster Scruggs（2018）製作
- ブックスマート 卒業前夜のパーティーデビュー Booksmart（2019）製作
- ハスラーズ Hustlers（2019）製作総指揮
- ワウンズ: 呪われたメッセージ Wounds（2019）製作総指揮
- サウンドトラック Soundtrack（2019）製作総指揮
- さよなら、私のロンリー Kajillionaire（2020）製作総指揮